# Onthophagus parrumbal
Onthophagus parrumbal är en skalbaggsart som beskrevs av Matthews 1972. Onthophagus parrumbal ingår i släktet Onthophagus och familjen bladhorningar. Inga underarter finns listade i Catalogue of Life.